# Caso Mapp v. Ohio
Mapp v. Ohio (1961) foi uma decisão histórica da Suprema Corte dos Estados Unidos, na qual a corte decidiu que a regra de exclusão, que impede os promotores de usar em tribunal provas obtidas pela violação da Quarta Emenda da Constituição, aplica-se não apenas ao governo federal, mas também ao os governos estaduais. A Suprema Corte conseguiu isso por meio de um princípio conhecido como incorporação seletiva; no caso, isso envolveu a incorporação das disposições, conforme interpretadas pela Corte, da Quarta Emenda, que é aplicável apenas a ações do governo federal, na cláusula de devido processo da Décima Quarta Emenda, que é aplicável a ações dos estados.